# Diocesi di Gualeguaychú

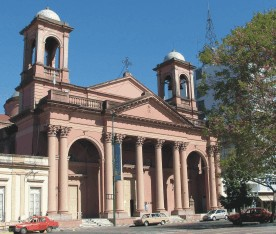
La basilica minore dell'Immacolata Concezione a Concepción del Uruguay.

La diocesi di Gualeguaychú (in latino Dioecesis Gualeguaychensis) è una sede della Chiesa cattolica in Argentina suffraganea dell'arcidiocesi di Paraná. Nel 2023 contava 280.525 battezzati su 386.752 abitanti. È retta dal vescovo Héctor Luis Zordán, M.SS.CC.

## Territorio
La diocesi comprende sei dipartimenti della provincia di Entre Ríos: Gualeguay, Gualeguaychú, Tala, Uruguay, Victoria e Islas del Ibicuy.
Sede vescovile è la città di Gualeguaychú, dove si trova la cattedrale di San Giuseppe. A Concepción del Uruguay sorge la basilica minore dell'Immacolata Concezione.
Il territorio si estende su 33.887 km² ed è suddiviso in 35 parrocchie.

## Storia
La diocesi è stata eretta l'11 febbraio 1957 con la bolla Quandoquidem adoranda di papa Pio XII, ricavandone il territorio dall'arcidiocesi di Paraná.
Il 30 novembre 1957, con la lettera apostolica Quae recens, lo stesso papa Pio XII ha proclamato la Beata Maria Vergine del Santissimo Rosario e San Giuseppe patroni principali della diocesi.

## Cronotassi dei vescovi
Si omettono i periodi di sede vacante non superiori ai 2 anni o non storicamente accertati.
- Jorge Ramón Chalup † (13 marzo 1957 - 11 luglio 1966 deceduto)
- Pedro Boxler † (25 aprile 1967 - 5 dicembre 1996 ritirato)
- Luis Guillermo Eichhorn † (5 dicembre 1996 - 30 novembre 2004 nominato vescovo di Morón)
- Jorge Eduardo Lozano (22 dicembre 2005 - 31 agosto 2016 nominato arcivescovo coadiutore di San Juan de Cuyo)
- Héctor Luis Zordán, M.SS.CC., dal 28 marzo 2017

## Statistiche
La diocesi nel 2023 su una popolazione di 386.752 persone contava 280.525 battezzati, corrispondenti al 72,5% del totale.
| anno | popolazione | popolazione | popolazione | presbiteri | presbiteri | presbiteri | presbiteri                | diaconi | religiosi | religiosi | parrocchie |
| anno | battezzati  | totale      | %           | numero     | secolari   | regolari   | battezzati per presbitero | diaconi | uomini    | donne     | parrocchie |
| ---- | ----------- | ----------- | ----------- | ---------- | ---------- | ---------- | ------------------------- | ------- | --------- | --------- | ---------- |
| 1965 | 300.000     | 325.000     | 92,3        | 87         | 42         | 45         | 3.448                     |         | 69        | 136       | 27         |
| 1970 | 231.500     | 257.085     | 90,0        | 88         | 41         | 47         | 2.630                     |         | 57        | 129       | 26         |
| 1976 | 225.000     | 250.000     | 90,0        | 70         | 36         | 34         | 3.214                     |         | 50        | 107       | 29         |
| 1980 | 230.800     | 256.000     | 90,2        | 73         | 39         | 34         | 3.161                     |         | 46        | 66        | 29         |
| 1990 | 257.168     | 285.742     | 90,0        | 82         | 53         | 29         | 3.136                     |         | 42        | 55        | 33         |
| 1999 | 275.000     | 302.654     | 90,9        | 79         | 60         | 19         | 3.481                     |         | 32        | 85        | 32         |
| 2000 | 280.000     | 310.725     | 90,1        | 75         | 54         | 21         | 3.733                     |         | 40        | 89        | 33         |
| 2001 | 283.000     | 314.237     | 90,1        | 76         | 54         | 22         | 3.723                     |         | 36        | 88        | 33         |
| 2002 | 282.000     | 313.462     | 90,0        | 71         | 55         | 16         | 3.971                     |         | 26        | 84        | 34         |
| 2003 | 285.000     | 316.713     | 90,0        | 68         | 52         | 16         | 4.191                     |         | 29        | 78        | 34         |
| 2004 | 288.000     | 320.450     | 89,9        | 69         | 51         | 18         | 4.173                     |         | 31        | 82        | 34         |
| 2006 | 294.000     | 326.500     | 90,0        | 67         | 50         | 17         | 4.388                     |         | 31        | 77        | 34         |
| 2013 | 328.800     | 348.800     | 94,3        | 63         | 47         | 16         | 5.219                     |         | 23        | 57        | 35         |
| 2016 | 316.520     | 351.690     | 90,0        | 59         | 46         | 13         | 5.364                     | 5       | 23        | 52        | 36         |
| 2019 | 321.100     | 356.990     | 89,9        | 57         | 46         | 11         | 5.633                     | 8       | 18        | 46        | 36         |
| 2021 | 277.375     | 368.000     | 75,4        | 48         | 41         | 7          | 5.778                     | 10      | 13        | 36        | 36         |
| 2023 | 280.525     | 386.752     | 72,5        | 41         | 34         | 7          | 6.842                     | 11      | 13        | 36        | 35         |